# Сантьяго Соларі
Сантьяго Соларі (ісп. Santiago Solari, нар. 7 жовтня 1976, Росаріо) — аргентинський футболіст, що грав на позиції півзахисника. По завершенні ігрової кар'єри — тренер. З 2020 року очолює тренерський штаб мексиканської «Америки».
Виступав, зокрема, за клуби «Рівер Плейт», «Реал Мадрид» та «Інтернаціонале», а також національну збірну Аргентини.
Триразовий чемпіон Аргентини. Дворазовий чемпіон Іспанії. Триразовий чемпіон Італії. Володар Кубка Італії. Дворазовий володар Суперкубка Італії з футболу. Володар Міжконтинентального кубка. Переможець Ліги чемпіонів УЄФА. Володар Суперкубка УЄФА. Володар Кубка Лібертадорес.

## Клубна кар'єра
Народився 7 жовтня 1976 року в місті Росаріо. У 1994 році, після закінчення навчання, поїхав в Сполучені Штати Америки для вивчення англійської мови. Там Сантьяго грав за команду коледжу Стоктона у Нью-Джерсі. Після повернення на батьківщину був гравцем «Ньюеллс Олд Бойз» та «Ренато Чезаріні», проте до матчів першої команди не залучався.
У 1996 році Соларі перейшов в «Рівер Плейт» (сума угоди склала 500 тисяч доларів). У той же час гравець поступив в Національний інститут фізичної освіти, де навчався на викладача. 12 травня 1996 року Соларі дебютував у Прімері, вигравши того ж року з командою Кубок Лібертадорес, а у наступному виграв національну Клаусуру і Апертуру.
14 січня 1999 року Соларі підписав контракт з іспанським «Атлетіко Мадрид» на 5 років (сума угоди склала 5 млн доларів). Дебютував в Ла-Лізі 7 лютого проти «Саламанки» (1:2). Загалом же до кінця сезону зіграв у 12 матчах чемпіонату і забив один гол. Наступний сезон 1999/00 став найкращим для Сантьяго: він забив шість м'ячів у 34 матчах Ла Ліги, але «матрасники» вилетіли з Ла Ліги.
У липні 2000 року Соларі перехйшов в «Реал Мадрид» (сума угоди склала 5 млн доларів). Дебютував за «королівський клуб» 27 липня в товариському матчі зі швейцарським «Серветтом». У цьому матчі «Реал» програв з рахунком 3:4, але Соларі забив один з голів. Тим не менш у першому сезоні Соларі був дублером зіркового Зінедіна Зідана, тому виходив на поле нерегулярно, хоча і виграв з командою чемпіонат і Суперкубок Іспанії. З наступного сезону Соларі став основним гравцем. Сантьяго грав зліва в півзахисті і склав відмінну пару з Роберто Карлосом. Саме вони вдвох на фланзі відіграли усіх 90 хвилин в переможному фінальному матчі Ліги чемпіонів 2002 року, проте в матчах на Суперкубок УЄФА та Міжконтинентальний кубок, які «вершкові» також виграли, Соларі з'являвся на полі лише в кінцівці матчів.
У сезоні 2002/03 Соларі вдруге з «Реалом» став чемпіоном Іспанії, але найкращим його сезоном у мадридському клубі став наступний, 2003/04, в якому аргентинець забив п'ять м'ячів у 34 матчах, у 15 з яких виходив у старті, відігравши загалом 1539 хвилин. Тим не менш його клуб зайняв лише четверту позицію в Ла Лізі і не виграв жодного трофею за сезон. Загалом під час свого п'ятирічного перебування у клубі Соларі зіграв у 49 матчах у Лізі чемпіонів, забивши сім разів.
З літа 2005 року три сезони захищав кольори італійського «Інтернаціонале», куди перейшов за 6 млн євро. За цей час додав до переліку своїх трофеїв три титули чемпіона Італії, а також ставав володарем Кубка та Суперкубка Італії.
30 червня 2008 року у Соларі закінчився термін дії договору з міланським клубом і незабаром він повернувся на батьківщину, ставши гравцем «Сан-Лоренсо», де провів наступний шанс. 9 липня наступного року він знову на правах вільного агента перейшов у «Атланте» з Мексики, де також провів один сезон.
1 вересня 2010 року Соларі перейшов у уругвайський «Пеньяроль», де і завершив професійну ігрову кар'єру через кілька місяців.

## Виступи за збірну
1999 року дебютував в офіційних матчах у складі національної збірної Аргентини. Протягом кар'єри у національній команді, яка тривала 6 років, провів у формі головної команди країни лише 11 матчів, забивши 1 гол.

## Кар'єра тренера
Після завершення ігрової кар'єри працював тренером в Іспанії, а точніше — в структурі футбольного клубу «Реал Мадрид». У сезоні 2013/14 років він очолював другу юнацьку команду, яка закінчила сезон чемпіоном. Наступного року він тренував першу команду юнаків, з якою також виграв чемпіонат.
У сезоні 2016/17 років Соларі очолив «Реал Мадрид Кастілья» з Сегунди Б.
29 жовтня 2018 року, після звільнення Хулена Лопетегі, був призначений виконувачем обов'язків головного тренера головної команди «Реал Мадрид» на період пошуку нового очільника тренерського штабу «королівського клубу». Пошуки не дали швидкого результату, і за два тижні Соларі було призначено повноцінним очільником команди «вершкових», оскільки сплив максимально дозволений для клубу Ла-Ліги термін виконання обов'язків головного тренера. 11 березня 2019 року був звільнений з посади головного тренера «Реала».
Наприкінці 2020 року був запрошений очолити тренерський штаб мексиканської «Америки», з командою якої у 1990-х працював його дядько Хорхе Соларі.
| Дата       | Місто        | Господарі      | Результат | Гості     | Турнір            | Голи | Примітки |
| ---------- | ------------ | -------------- | --------- | --------- | ----------------- | ---- | -------- |
| 17/11/1999 | Севілья      | Іспанія        | 0 – 2     | Аргентина | товариський матч  | -    | 80'      |
| 20/12/2000 | Лос-Анджелес | Аргентина      | 2 – 0     | Мексика   | Тов (Reebok Cup)  | 1    |          |
| 27/03/2002 | Женева       | Аргентина      | 2 – 2     | Камерун   | товариський матч  | -    | 89'      |
| 17/04/2002 | Штутгарт     | Німеччина      | 0 – 1     | Аргентина | товариський матч  | -    | 62'      |
| 20/11/2002 | Сайтама      | Японія         | 0 – 2     | Аргентина | Kirin Cup         | -    | 83'      |
| 12/02/2003 | Амстердам    | Нідерланди     | 1 – 0     | Аргентина | товариський матч  | -    | 81'      |
| 30/04/2003 | Триполі      | Лівія          | 1 – 3     | Аргентина | товариський матч  | -    | 46'      |
| 08/06/2003 | Осака        | Японія         | 1 – 4     | Аргентина | Kirin Cup         | -    | 75'      |
| 11/06/2003 | Сеул         | Південна Корея | 0 – 1     | Аргентина | товариський матч  | -    | 82'      |
| 28/04/2004 | Касабланка   | Марокко        | 0 – 1     | Аргентина | товариський матч  | -    | 46'      |
| 17/11/2004 | Буенос-Айрес | Аргентина      | 3 – 2     | Венесуела | Відбір до ЧС 2006 | -    | 65'      |
| Усього     |              | Матчів         | 11        |           | Голів             | 1    |          |

## Титули і досягнення
Гравець
- Чемпіон Аргентини (3):

«Рівер Плейт»: Апертура 1996, Клаусура 1997, Апертура 1997
- Володар Кубка Лібертадорес (1):

«Рівер Плейт»: 1996
- Чемпіон Іспанії (2):

«Реал Мадрид»: 2000-01, 2002-03
- Володар Суперкубка Іспанії (2):

«Реал Мадрид»: 2001, 2003
- Володар Міжконтинентального кубка (1):

«Реал Мадрид»: 2002
- Переможець Ліги чемпіонів УЄФА (1):

«Реал Мадрид»: 2001–2002
- Володар Суперкубка УЄФА (1):

«Реал Мадрид»: 2002
- Чемпіон Італії (3):

«Інтернаціонале»: 2005-06, 2006-07, 2007-08
- Володар Кубка Італії (1):

«Інтернаціонале»: 2005-06
- Володар Суперкубка Італії (2):

«Інтернаціонале»: 2005, 2006
Тренер
- Переможець Клубного чемпіонату світу (1):

«Реал Мадрид»: 2018

## Сім'я
Соларі походить зі спортивної сім'ї: його батько, Едуардо Соларі, також був футболістом, а наразі працює технічним директором, а мати Алисиея Сусана Поджио — викладач фізкультури. Крім цього два з його трьох братів, Естебан і Давід, також були футболістами, а сестра Ліз Соларі — відома модель.
Також його дядько Хорхе був футболістом і учасником чемпіонату світу 1966 року, а з двоюрідним братом Фернандо Редондо Сантьяго разом грав за «Реал Мадрид».